# Kanton Saulnois
Kanton Saulnois (fr. Canton du Saulnois) je francouzský kanton v departementu Moselle v regionu Grand Est. Tvoří ho 135 obcí. Zřízen byl v roce 2015.

## Obce kantonu
| - Aboncourt-sur-Seille - Achain - Ajoncourt - Alaincourt-la-Côte - Albestroff - Amelécourt - Attilloncourt - Aulnois-sur-Seille - Bacourt - Bassing - Baudrecourt - Bellange - Bénestroff - Bermering - Bezange-la-Petite - Bidestroff - Bioncourt - Blanche-Église - Bourgaltroff - Bourdonnay - Bréhain - Burlioncourt - Chambrey - Château-Bréhain - Château-Salins - Château-Voué - Chenois - Chicourt - Conthil - Craincourt - Cutting - Dalhain - Delme - Dieuze - Domnom-lès-Dieuze - Donjeux - Donnelay - Fonteny - Fossieux - Foville - Francaltroff - Frémery - Fresnes-en-Saulnois - Gelucourt - Gerbécourt | - Givrycourt - Grémecey - Guébestroff - Guéblange-lès-Dieuze - Guébling - Guinzeling - Haboudange - Hampont - Hannocourt - Haraucourt-sur-Seille - Honskirch - Insming - Insviller - Jallaucourt - Juvelize - Juville - Lagarde - Laneuveville-en-Saulnois - Lemoncourt - Léning - Lesse - Ley - Lezey - Lidrezing - Lindre-Basse - Lindre-Haute - Liocourt - Lhor - Lostroff - Loudrefing - Lubécourt - Lucy - Maizières-lès-Vic - Malaucourt-sur-Seille - Manhoué - Marimont-lès-Bénestroff - Marsal - Marthille - Molring - Moncheux - Moncourt - Montdidier - Morville-lès-Vic - Morville-sur-Nied - Moyenvic | - Mulcey - Munster - Nébing - Neufvillage - Obreck - Ommeray - Oriocourt - Oron - Pettoncourt - Pévange - Prévocourt - Puttigny - Puzieux - Réning - Riche - Rodalbe - Rorbach-lès-Dieuze - Sailly-Achâtel - Saint-Epvre - Saint-Jure - Saint-Médard - Salonnes - Secourt - Sotzeling - Tarquimpol - Tincry - Torcheville - Vahl-lès-Bénestroff - Val-de-Bride - Vannecourt - Vaxy - Vergaville - Vibersviller - Vic-sur-Seille - Vigny - Villers-sur-Nied - Virming - Vittersbourg - Viviers - Vulmont - Wuisse - Xanrey - Xocourt - Zarbeling |